# Alberto Losada Villasante
Alberto Losada Villasante (Carmona, 1937) es un ingeniero agrónomo español, fue catedrático de Ingeniería Hidráulica en las universidades Politécnica de Madrid y de Córdoba. Fue el primer rector democráticamente elegido de la Universidad de Córdoba, cargo que ocupó entre los años 1977 y 1981. Autor de dos libros en el ámbito de su especialidad y de artículos científicos y divulgativos diversos.

## Premios y honores
- 2004: Sociedad Estadounidense de Ingenieros Civiles,  Best Research Paper (enlace roto disponible en Internet Archive; véase el historial, la primera versión y la última)..
- 2001: Universidad de Córdoba (España), Medalla de Oro (Cinta Albero) Archivado el 9 de marzo de 2016 en Wayback Machine..